# Eutelia indisticta
Eutelia indisticta är en fjärilsart som beskrevs av M.Gaede 1937. Eutelia indisticta ingår i släktet Eutelia och familjen nattflyn. Inga underarter finns listade i Catalogue of Life.